# Подієвий репортаж
Подієвий репортаж — це форма журналістики, яка передбачає висвітлення та репортаж про події, які відбуваються чи вже відбулися. Цей тип репортажів можна знайти в різних ЗМІ, таких як газети, журнали, онлайн-джерела новин і телевізійні програми новин. Репортаж зазвичай передбачає збір інформації про подію, включаючи подробиці про те, що сталося, хто був залучений і чому подія сталася. Журналісти можуть брати інтерв'ю з відвідувачами, організаторами та учасниками, щоб зрозуміти подію та отримати цитати від учасників. Після того, як інформацію буде зібрано, журналісти зазвичай пишуть статтю або випускають фрагмент, який підсумовує ключові деталі події. Цей звіт також може включати аналіз і коментарі до події, що дають зрозуміти її значення та вплив.

## Мета
Метою подієвих репортажів є інформування громадськості про подію та забезпечення точного та збалансованого висвітлення того, що сталося. За допомогою репортажів про події журналісти прагнуть надати громадськості всебічне розуміння події, включаючи ключові деталі, контекст, у якому вона сталася, її значення та вплив.
Подієвий репортаж допомагає тримати громадськість в курсі важливих подій і проблем, сприяючи порозумінню та діалогу навколо важливих тем. Він також служить записом події, забезпечуючи історичний запис, який можна використовувати для подальшого використання та аналізу.
Крім інформування громадськості, репортаж також може притягнути до відповідальності тих, хто причетний до події. Звітуючи про дії окремих осіб, організацій чи урядів, репортажі про події можуть допомогти викрити правопорушення, сприяти прозорості та гарантувати, що винні будуть притягнуті до відповідальності за свої дії.
Отож, мета полягає в тому, щоб надати громадськості точну та збалансовану інформацію про подію, допомагаючи сприяти розумінню, підзвітності та прийняттю обґрунтованих рішень.

## Особливості
Подієвий репортаж зазвичай включає кілька ключових функцій, які допомагають забезпечити повне розуміння події, що висвітлюється.
- Об'єктивність

Репортаж має прагнути бути об'єктивним і неупередженим, подавати факти події без упередженості чи поглядів. Це дозволяє читачам або глядачам сформувати власну думку на основі представленої інформації.
- Точність

Надзвичайно важливо, щоб репортаж про подію був точним, представляючи факти події так, як вони відбулися. Це передбачає ретельну перевірку фактів і перевірку джерел, щоб переконатися, що представлена інформація є надійною.
- Контекст

Подієвий репортаж має надавати контекст навколо події, пояснюючи передісторію та обставини, що призвели до неї. Це допомагає читачам або глядачам зрозуміти важливість події та її вплив.
- Інтерв'ю

Журналісти, які висвітлюють подію, зазвичай беруть інтерв'ю з відвідувачами, організаторами та учасниками, щоб зрозуміти подію та отримати цитати від учасників. Ці інтерв'ю можуть надати цінну інформацію та особисті погляди на подію.
- Аналіз

Репортаж про подію може також включати аналіз і коментарі до події, що дають зрозуміти її значення та вплив. Цей аналіз має ґрунтуватися на фактичній інформації та експертних висновках, щоб забезпечити його точність та інформативність.
Загалом, подієвий репортаж має бути об'єктивним, точним і забезпечувати контекст і аналіз, щоб дати читачам або глядачам повне розуміння події, яка висвітлюється.